# Alice Maria Arzuffi
Alice Maria Arzuffi (Seregno, 19 novembre 1994) è una ciclista su strada e ciclocrossista italiana, affiliata al Gruppo Sportivo Fiamme Oro, che gareggia per il team Laboral Kutxa-Fundación Euskadi.
Specialista del ciclocross, tra il 2013 e il 2016 è stata quattro volte campionessa italiana Under-23; nel gennaio 2021 ha quindi vinto per la prima volta il titolo nazionale Elite, dopo quattro medaglie d'argento. Ai campionati europei di specialità ha invece vinto due medaglie da Under-23, il bronzo nel 2013 e l'argento nel 2015, e il bronzo Elite nel 2017. Su strada ha partecipato a diverse edizioni del Giro d'Italia, ottenendo come miglior risultato un terzo posto di tappa nel Giro 2018, e alla prima edizione del Tour de France.

## Palmarès

### Ciclocross
- 2012-2013 (Selle Italia-Guerciotti)

Campionati italiani, Under-23
- 2013-2014 (Selle Italia-Guerciotti, una vittoria Elite)

Radquer Hittnau (Hittnau)
Campionati italiani, Under-23
- 2014-2015 (Selle Italia-Guerciotti, cinque vittorie Elite)

Ciclocross di Fiuggi, 1ª prova Giro d'Italia (Fiuggi)
Kansai Cyclo Cross Makino Round (Takashima)
Rapha Supercross Nobeyama #1 (Minamimaki)
Rapha Supercross Nobeyama #2 (Minamimaki)
Gran Premio Mamma e Papà Guerciotti (Milano)
Campionati italiani, Under-23
- 2015-2016 (Selle Italia-Guerciotti, quattro vittorie Elite)

GP-5-Sterne-Region (Beromünster)
Ciclocross di Fiuggi, 1ª prova Giro d'Italia (Fiuggi)
Trofeo Città di Schio (Schio)
Memorial Romano Scotti, 5ª prova Giro d'Italia (Ippodromo delle Capannelle)
Campionati italiani, Under-23
- 2016-2017 (Lensworld-Zannata/Lensworld-Kuota, due vittorie)

Gran Premio Mamma e Papà Guerciotti (Milano)
Ciclocross del Ponte (Faè)
- 2017-2018 (Steylaerts-Betfirst, una vittoria)

Versluys Cyclocross, 4ª prova Brico Cross (Bredene)
- 2018-2019 (Steylaerts-777, una vittoria)

Cyclocross Gavere, 4ª prova Superprestige (Gavere)
- 2019-2020 (777, una vittoria)

Niels Albert CX, 2ª prova Superprestige (Boom)
- 2020-2021 (777, una vittoria)

Campionati italiani, Elite (con le Fiamme Oro)

### Gravel
- 2024

UCI Gravel World Series WE - La Monsterrato

## Piazzamenti

### Grandi Giri
- Giro d'Italia

2014: 39ª
2015: 20ª
2016: 17ª
2017: 30ª
2018: 26ª
2019: 25ª
2020: 52ª
2021: 33ª
2022: 30ª
2024: 17ª
- Tour de France

2022: 64ª
2023: 41ª
2024: 20ª

### Competizioni mondiali
- Campionati del mondo di ciclocross[1]

Koksijde 2012 - Elite: 31ª
Louisville 2013 - Elite: 14ª
Hoogerheide 2014 - Elite: 19ª
Tábor 2015 - Elite: 14ª
Heusden-Zolder 2016 - Under-23: 7ª
Bieles 2017 - Elite: ritirata
Valkenburg 2018 - Elite: 16ª
Bogense 2019 - Elite: 11ª
Dübendorf 2020 - Elite: 17ª
Ostenda 2021 - Elite: 14ª
- Campionati europei su strada

Limburgo 2012 - In linea Juniores: 28ª
Zurigo 2024 - In linea: 50ª
- Campionati del mondo gravel

Belgio 2024 - Elite: 23ª

### Competizioni continentali
- Campionati europei di ciclocross[1]

Lucca 2011 - Elite: 18ª
Mladá Boleslav 2013 - Under-23: 3ª
Huijbergen 2015 - Under-23: 2ª
Pontchâteau 2016 - Elite: 5ª
Tábor 2017 - Elite: 3ª
Rosmalen 2018 - Elite: 7ª
Silvelle 2019 - Elite: 7ª
's-Hertogenbosch 2020 - Elite: 11ª
Col du VAM-Drenthe 2021 - Elite: 8ª
- Campionati europei su strada

Tartu 2015 - In linea Under-23: 36ª
Plumelec 2016 - In linea Elite: 11ª
- Campionati europei gravel

Veneto 2024 - Elite: 3ª